# 柳州旧机场
柳州旧机场又称柳州帽合机场，位于广西壮族自治区柳州市柳南区帽合村一带，由新桂系修建于1929年2月。

## 历史
1930年代作为广西空军和广西航空学校的训练基地使用。抗日战争时期，被国民政府航空委员会接受，由中央航空学校、苏联航空志愿队、飞虎队等使用，并多次扩建，共被日军轰炸43次。1944年被日军占领。1949年后被解放军使用，1986年借民航使用，1996年民航迁至柳州白莲机场。
2013年，柳州旧机场作为柳州旧机场及城防工事群旧址的子项列为第七批全国重点文物保护单位，包括多处飞虎队遗址，但保护状态不佳。